# 一ノ瀬竜
一ノ瀬 竜（いちのせ りゅう、1997年11月23日
- ） は、日本の俳優。神奈川県出身。 所属事務所はMETEORA。

## 来歴
2017年 第30回ジュノン・スーパーボーイ・コンテストで、過去最多17293人の中からファイナリスト13人に選出される。このコンテストがきっかけで、2018年にTRUSTARの前身、ヴィズミックに所属した。2019年10月よりTRUSTARに所属した。2022年4月よりMETEORAに所属する。
2018年 総務省の広告『テレワーク・デイズ～くらしを変える、働き方～』でデビューした。
2020年3月、ファンクラブ「一ノ瀬竜のホームルーム」を開設した。

## 人物
趣味は古着屋巡り、映画鑑賞。
特技は和太鼓、サッカー、合気道、バレーボール、水泳。
中学生の時に漫画「ハイキュー!!」を読んだ事がキッカケでバレーボールに興味を持ち、小中と続けていたサッカーを辞め、高校ではバレーボール部に所属した。

## 出演

### 舞台
- 恋するアンチヒーロー（2018年9月） - 猫チーム ブルー 役
- まわれ！無敵のマーダーケース！！（2018年12月） - 谷川 役
- 忍び、恋うつつ（2019年1月18日 - 27日） - 霧隠忠人 役
- レティクル東京座 電脳演形キャステット（2019年4月24日 - 28日） - 柳生カナン 役
- ZERO 公安警察特殊部隊『霧組』（2019年6月12日 - 16日） - 辰巳宗一郎/サスフォー 役
- あんさんぶるスターズ!エクストラ・ステージ ～Destruction×Road～（2019年8月22日 - 9月29日） - 高峯翠 役
- ハイパープロジェクション演劇「ハイキュー!!」"飛翔"（2019年11月1日 - 12月15日） - 菅原孝支 役 [6]
- 狂言公演「能楽男師～柿山伏・附子～」（2020年1月25日） - 畑主(柿山伏) 役 次郎冠者(附子) 役 [7]
- 狂言公演「回顧録 能楽男師～附子～」（2020年1月26日） - 次郎冠 　役
- ハイパープロジェクション演劇「ハイキュー!!」"最強の挑戦者（チャレンジャー）"（2020年3月21日 - 5月6日） - 菅原孝支 役※東京公演（2日間4公演）上演の後、新型コロナウイルス拡大防止のため、兵庫・宮城・福岡・大阪・東京凱旋公演が中止
- 朗読劇 TAMERS（テイマーズ）（2020年5月9日 - 10日）※北海道公演のみ出演予定だったが新型コロナウイルス拡大防止のため中止[8]
- こんとらいぶ 「区立すーぱーうるとらスゲェふぁいやーこんと小学校」（2020年7月10日 - 12日）
- アナタを幸せにする世界の伝説シリーズ・アナ伝vol.1 ウェールズの赤竜 ～アーサー王伝説～（2020年8月19日 - 24日）[9]- 主演:アーサー  役
- ハイパープロジェクション演劇「ハイキュー!!」"ゴミ捨て場の決戦"（2020年10月31日 - 12月13日） - 菅原孝支 役
- ハイパープロジェクション演劇「ハイキュー!!」"頂の景色・2"（2021年3月20日 - 5月9日） - 菅原孝支 役※新型コロナウイルス拡大防止のため、東京凱旋公演が中止
- GORE GORE GIRLS vol.16「役に立たない言葉が欲しい」（2025年7月16日 - 20日〈予定〉）[10]

### テレビ
- スカッとジャパン（2019年、フジテレビ）
- 添い寝くん2.5≦3.0（2020年3月12日、テレビ東京）[11]
- ゆる系忍者隊 ニンスマン（2020年、テレビ朝日）- 【コードレッド】服部赤蔵 役
- 佐久間宣行のライド・オン・ミュージック ハモネプ名曲届ける全国大会直前SP（2022年3月、フジテレビ）青と夏-Mrs. GREEN APPLE

### ドラマ
- マジで航海してます。〜Second Season〜 第2話（2018年、MBS・TBS）
- ピーナッツバターサンドウィッチ（2020年、MBS・tvk ほか）- 津田健二 役
- 闇芝居(生) 第3話・第6話（2020年9月24日・10月15日、テレビ東京）
- ハンサムセンキョ（2020年、TVKほか）- 白峰誠二 役
- 女子グルメバーガー部2021夏SP（2021年6月27日、テレビ東京）- タケル 役
- どうせもう逃げられない（2021年、MBS・TVK ほか）- 島津悟 役
- 会社は学校じゃねぇんだよ 新世代逆襲編（2021年、Abema） - 神谷裕貴 役
- キス×kiss×キス ～デキアイシンデレラ～ 4.5.9話（2022年1月、dTV）
- おいハンサム!!（2022年1月8日 - 2月26日、東海テレビ、フジテレビ）- 高井龍一 役
  - おいハンサム!!2（2024年4月6日 - 5月25日）
- 真犯人フラグ 真相編  第15話（2022年2月、日本テレビ）- ホスト 役
- お前によろしく 第4話（2022年、TELASA）
- FLAIR BARTENDER'Z（2022年7月、MBS、TVKほか）- 久野誠一郎 役
- 初恋の悪魔 第2話（2022年7月、NTV）- 青木雄生 役
- 赤いナースコール 第3話（2022年7月、テレビ東京）
- 闇金ウシジマくん外伝　闇金サイハラさん 第4話 （2022年10月、MBS・TBS）- ホスト 役
- 真相は耳の中 第3話（2022年11月、テレビ東京）- 桐山海斗 役
- 女神の教室 第4話（2023年1月、フジテレビ）
- 往生際の意味を知れ 第1話（2023年3月、MBS・TBS）
- 日本統一 関東編（2023年4月14日 - 、日本テレビ） - 湯川清純 役[12]
- CODE-願いの代償- 第1話（2023年7月、日本テレビ系）
- ウソ婚 第1話、第2話（2023年7月、フジテレビ系） - 河合恭平 役
- 天狗の台所 第5話、第7話（2023年11月、BS-TBS）
- ゴシップシュガー EP11『万引きアイドル』- 宇咲 役（2024年9月、Youtube）
- ベイビーわるきゅーれ エブリデイ！第6話、第8～11話（2024年10月、テレビ東京）-三好龍 役
- 天狗の台所 season2 第４話（2024年、BS-TBS）
- ゴシップシュガー『万引きアイドル 続編』（2025年2月、Youtube）

### 映画
- 「MISSION IN B.A.C. THE MOVIE～幻想と現実のan interval～」（2020年）
- 「THE PARADES」（ Netflix  2024年）
- 「おいハンサム！！」全国ロードショー（2024年6月）-高井龍一 役
- 「ザ・ゲスイドウズ」（2025年）[13]
- 「ゴーストキラー」　(2025年） - リュウスケ 役[14]

### 広告
- 総務省　テレワーク・デイズ～くらしを変える、働き方～（2018年）
- ロート製薬　メンソレータムADボタニカル　（2019年）
- セブン&アイグループ TVCM「地域の絆で、持続可能な社会を目指すために。」（2023年3月）
- セブン&アイグループ TVCM「循環経済社会を実現するために。」（2023年５月）
- GATSBY マイクロスパークリング泡洗顔 Web CM （2023年５月）
- ヤマト運輸TVCM「大切なこと」篇（2023年12月）
- SUMSUNG JAPAN  TVCM  Galaxy S24 Ultra　-成田凌さんが付くアイドルグループのメンバー役（2024年4月）

### モデル
- SuperGroupies 「僕のヒーローアカデミア」コラボ 緑谷出久モデル (2018年)
- ジーンズメイト（2019年）[15]
- SuperGroupies「鋼の錬金術師」コラボ　Roy Mustang コート、バッグ（2019年）
- SuperGroupies「NieR:Automata」コラボ ブーツ（2019年）
- HISTERIC GLAMOUR NEXT GENERATIONS 2019 Winter（2019年）[16]
- SSH写真展企画“2020 Photo Exhibition vol.12“（2020年）
- TVアニメ『東京リベンジャーズ』×R4G コラボアイテム第2弾（2021年）
- HISTERIC GLAMOUR  Reliable summer partner ! 夏の相棒は”映えTシャツ” （2022年）[17]

### MV
- THE BEAT GARDEN- 「それなのにねぇなんで？」Official Music Video（2022年4月）

### イベント
- イヌフェスオールスター大集合～フェス開幕式～（2018年9月15日、劇場MOMO）
- クレフェス「俳優×芸人＝どうなりますかライブ！！」vol.12（2018年9月24日、MUSE）
- WBB Sideトーク vol.3（2019年4月13日、恵比寿・エコー劇場）
- キャストサイズ　トークライブ（2019年4月30日、渋谷eggman）
- 一ノ瀬竜 三原大樹 Mission in B.A.C THE STAGE（2019年7月7日、高田馬場ラビネスト）
- 一ノ瀬竜バースデーイベント2019（2019年11月17日、大阪 / 11月30日、東京）
- 第1回一ノ瀬竜ファンミーティング2020（2020年）※新型コロナウィルス感染拡大防止の為、5月から9月に延期の末、中止となったが、9月にサイン会及びオンラインサイン会を実施。
- ドラマ「ハンサムセンキョ」新光市民感謝祭2021 〜君の一票が歌声に変わる〜（2021年2月6日・7日）※新型コロナウイルス感染拡大防止の為、無観客配信イベント
- 一ノ瀬竜の課外授業 2021（2021年5月23日）※新型コロナウイルス感染拡大防止の為、中止
- 一ノ瀬竜 24th Birthday Event（2021年11月28日）
- カレンダー発売記念 お渡し会、イベント（2022年3月27日）
- ドラマ「 FLAIR BARTENDER'Z 」スペシャルイベント（2023年3月1日・2日）
- 一ノ瀬竜 BIRTHDAY EVENT 2023（2023年11月11日）※ 諸般の事情により中止
- 映画「ザ・ゲスイドウズ」舞台挨拶　アップリンク吉祥寺（2025年3月4日）

### ネット配信
- LINE LIVE「Mission in B.A.C 」三原大樹・一ノ瀬竜（2019年）
- LINE LIVE「Mission in B.A.C 」一ノ瀬竜（2019年）
- LINE LIVE「 一ノ瀬竜 三原大樹 Mission in B.A.C THE STAGE」（2019年）
- YouTube「演劇『ハイキュー!!』ハイキュー!!の日スペシャル」（2019年）
- Paravi「人狼ゲーム×2.5次元俳優」（2019年）
- YouTube「佐野瑞樹のトークチャンネル」
  - #44 サイゼリヤ一万円チャレンジ 前編（2019年）
  - #47 サイゼリヤ一万円チャレンジ 後編（2019年）
- 「MISSOIN IN B.A.C. THE MOVIE」外伝・Episode0バーチャルシアター（2020年5月）
- PLATTO朗読劇「透明な檻」（2020年6月）
- キャストサイズチャンネル「お好きにビクトリー」第六十四夜（2020年6月）
- LINE LIVE「Mission in B.A.C 」一ノ瀬竜（2020年7月）
- キャスサイズチャンネル 「お好きにビクトリー」第七十一夜（2021年1月）
- Abema 「恋するメソッド」
  - Season.1（2021年6月 - ） - 男性ゲスト
  - Season.2（2021年10月 - ） - スタジオゲスト
  - Season.3（2021年11月 - ） - 男性ゲストに復活し、男性ではただ1人season.1から出演し続けている

### TikTok
- オドレ！ヤクザ（2024年）
  - 第26話「戻ってきたアイツ」
  - 第27話「キミもそっち側の人間…？」
  - 第28話「お前何個？」
  - 第29話「何見てんだよ」
  - 第30話「オーディション情報」
  - 第31話「都市伝説」
  - 第32話「タッチ！」
  - 第33話「摩訶不思議」
  - 第33話-2話「摩訶不思議」
  - 第34話「ミュージカル俳優への道」
  - 第35話「チーム友達」
  - 第36話「お前誰？」
  - 第38話「ファッションショー」
  - 第39話「宣材写真撮影」
  - 「謎の美女②」
  - 「妹の彼氏がクソチャラ男だったら」
  - 「修羅場」
  - 「結婚の挨拶」
  - 「俳優業」
  - 「ゾンビ役の練習」
  - 「先生になるには」
  - 「オーディション結果」
  - 「人物紹介」
  - 「1000人フォロワーありがとうございます😎🔥」
  - 「あなたはどっち派🍞🍚」
  - 「投資詐欺　あなたはどうしますか？」
  - 「どっちが正義？」
  - 「TikTokでバズる方法を教えます」
  - 「ゴミ　ポイ捨てしたら、、、」

### ラジオ
- エフエム西東京「痛快☆乙女ゲーム通信」（2019年）

### 音声コンテンツ
- JFN PARK / iTunes / Spotify 「日清MTCオイルpresents 一ノ瀬竜のBEAUTY UP!」（2020年）